# Paris-Somain
Paris-Somain est une course cycliste d'un jour disputée de 1929 à 1936 et dont l'arrivée est jugée à Somain, dans le département du Nord. L'organisateur en est Alphonse Dhinaut.

## Palmarès
| Année | Vainqueur          | Deuxième              | Troisième         |
| ----- | ------------------ | --------------------- | ----------------- |
| 1929  | Émile Decroix      | Rémy Verschaetse      | Marcel Gobillot   |
| 1930  | Henri Coplo        | Ch. Matton            | François Morant   |
| 1932  | Émile Bruneau      | Léon Robitaille       | Rémy Verschaetse  |
| 1934  | André Vanderdonckt | Cyriel Van Overberghe | Henri Flament     |
| 1936  | François Blin      | Albert Beckaert       | Alfons Ghesquière |